# Mauro Bianchi

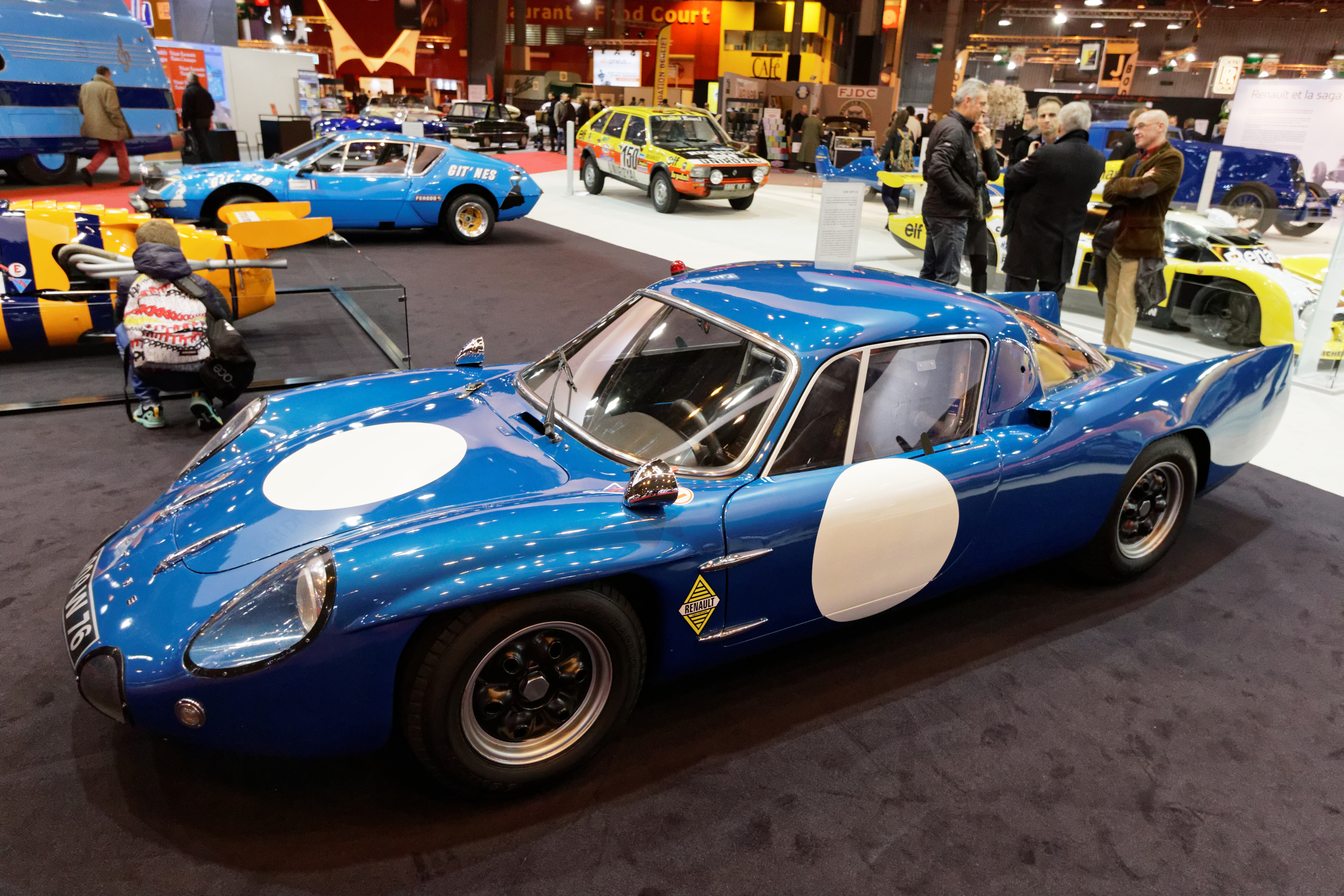
Auf einem Alpine M65 gewann Mauro Bianchi das 500-km-Rennen auf dem Nürburgring 1965

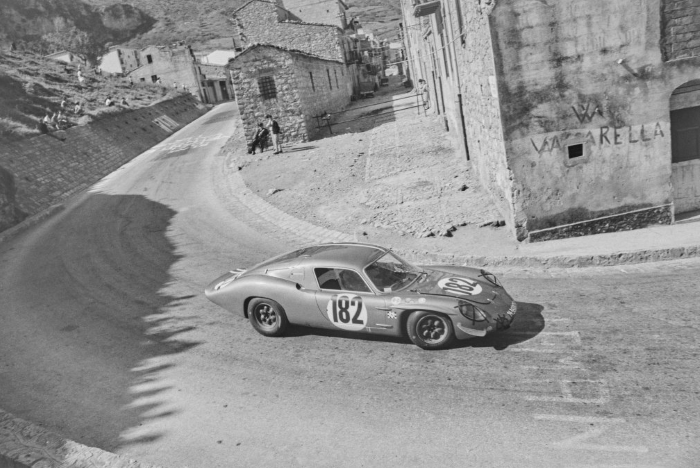
Der Alpine A210 von Jean Vinatier und Mauro Bianchi bei der Targa Florio 1967

Mauro Bianchi (* 31. Juli 1937 in Mailand) ist ein ehemaliger belgischer Automobilrennfahrer italienischer Herkunft und der jüngere Bruder von Lucien Bianchi. Sein Enkel Jules war ebenfalls Rennfahrer.

## Herkunft
Die beiden Bianchi-Brüder kamen als Söhne eines Mechanikers in Mailand zur Welt. Der Vater arbeitete in den späten 1940er-Jahren bei Alfa Romeo. 1950 zog die Familie nach Belgien um, wo Vater Bianchi vom belgischen Rennfahrer Johnny Claes als Rennmechaniker engagiert wurde. Später nahmen die Mitglieder der Familie die belgische Staatsbürgerschaft an.

## Karriere
Bianchi begann Ende der 1950er-Jahre mit dem professionellen Motorsport. Er fuhr rasch sowohl Sportwagen- als auch Monopostorennen. In den frühen 1960er-Jahren war er in der Formel 3 und der Formel 2 aktiv. Da war er bereits Werksfahrer bei Alpine. 1964 siegte er beim Großen Preis von Paris in Montlhéry. Bis 1967 bestritt er Monopostorennen, dann konzentrierte er sich ganz auf den GT- und Sportwagensport. Ein Engagement in der Formel 1 kam nicht zustande. 1968 war er zwar als Einsatzfahrer des Alpine A350 vorgesehen; aber der geplante Einstieg von Alpine in die Formel-1-Weltmeisterschaft blieb im Teststadium stecken.
Erfolge feierte Bianchi im GT- und Sportwagensport. 1962 unterschrieb er einen Werksvertrag bei Abarth und fuhr in den nächsten Jahren mit den Fahrzeugen des italienischen Rennstalls starke Rennen, was sich in einigen Siegen und Podiumsplatzierungen, auch bei Rennen zur Sportwagen-Weltmeisterschaft, niederschlug. Größter Erfolg war der Gesamtsieg mit Bruder Lucien beim 500-km-Rennen auf dem Nürburgring 1965; allerdings war er zu dieser Zeit bereits Werksfahrer bei Alpine und siegte auf einem M65.
Sechsmal war er beim 24-Stunden-Rennen von Le Mans am Start, mit zwei 13. Plätzen als besten Gesamtergebnissen. 1968 hatte er in der Tertre Rouge einen schweren Unfall in der Nacht, bei dem er sich schwere Brandverletzungen zuzog. Dieser Unfall beendete im Grunde seine Karriere. Bemerkenswert ist die Verknüpfung der Bianchi-Brüder mit dem Rennen Le Mans. Während Mauro 1968 nur knapp dem Rennfahrertod entkam, gewann sein Bruder Lucien mit dem Mexikaner Pedro Rodríguez als Partner das Rennen. Als Mauro ein Jahr später bei den Vortests zum Rennen sein Comeback gab, verunglückte sein Bruder bei einer Trainingsfahrt tödlich. Knapp danach erklärte Mauro seinen endgültigen Rücktritt vom Motorsport und wurde Jahre später Entwicklungsingenieur bei Venturi Automobiles.

## Statistik

### Le-Mans-Ergebnisse
| Jahr | Team                           | Fahrzeug         | Teamkollege       | Platzierung             | Ausfallgrund    |
| ---- | ------------------------------ | ---------------- | ----------------- | ----------------------- | --------------- |
| 1962 | Abarth Corse & Cie             | Fiat-Abarth 700S | Herbert Demetz    | Ausfall                 | Zündungsschaden |
| 1964 | Société des Automobiles Alpine | Alpine M63       | Jean Vinatier     | nicht klassiert         |                 |
| 1965 | Société des Automobiles Alpine | Alpine M65       | Henri Grandsire   | Ausfall                 | Getriebeschaden |
| 1966 | Société des Automobiles Alpine | Alpine A210      | Jean Vinatier     | Rang 13                 |                 |
| 1967 | Société des Automobiles Alpine | Alpine A210      | Jean Vinatier     | Rang 13 und Klassensieg |                 |
| 1968 | Ecurie Savin-Calberson         | Alpine A220      | Patrick Depailler | Ausfall                 | Unfall          |

### Sebring-Ergebnisse
| Jahr | Team                   | Fahrzeug                   | Teamkollege     | Platzierung | Ausfallgrund |
| ---- | ---------------------- | -------------------------- | --------------- | ----------- | ------------ |
| 1963 | Abarth Corse           | Abarth-Simca 1300 Bialbero | Hans Herrmann   | Ausfall     | Motorschaden |
| 1964 | Automobiles Alpine     | Alpine M63                 | José Rosinski   | Ausfall     | Defekt       |
| 1965 | Fong Racing Associates | Ferrari 275P               | Willy Mairesse  | Rang 23     |              |
| 1968 | Societé Alpine         | Alpine A211                | Henri Grandsire | Ausfall     | Defekt       |

### Einzelergebnisse in der Sportwagen-Weltmeisterschaft
| Saison | Team                          | Rennwagen                                                                     | 1   | 2   | 3   | 4   | 5   | 6   | 7   | 8   | 9   | 10  | 11  | 12  | 13  | 14  | 15  | 16  | 17  | 18  | 19  | 20  | 21  | 22  |
| ------ | ----------------------------- | ----------------------------------------------------------------------------- | --- | --- | --- | --- | --- | --- | --- | --- | --- | --- | --- | --- | --- | --- | --- | --- | --- | --- | --- | --- | --- | --- |
| 1962   | Abarth                        | Fiat-Abarth 1000 Abarth-Simca 1300 Bialbero                                   | DAY | SEB | SEB | MAI | TAR | BER | NÜR | LEM | TAV | CCA | RTT | NÜR | BRI | BRI | PAR |     |     |     |     |     |     |     |
| 1962   | Abarth                        | Fiat-Abarth 1000 Abarth-Simca 1300 Bialbero                                   |     | 5   |     |     |     | DNF |     | DNF | DNF |     |     |     |     |     | 9   |     |     |     |     |     |     |     |
| 1963   | Abarth                        | Abarth-Simca 1300 Bialbero Fiat-Abarth 1000 Fiat-Abarth 700 Fiat-Abarth 850TC | DAY | SEB | SEB | TAR | SPA | MAI | NÜR | CON | ROS | LEM | MON | WIS | TAV | FRE | CCE | RTT | OVI | NÜR | MON | MON | TDF | BRI |
| 1963   | Abarth                        | Abarth-Simca 1300 Bialbero Fiat-Abarth 1000 Fiat-Abarth 700 Fiat-Abarth 850TC | DNF | 2   | DNF |     |     |     | DNF | 4   | 3   |     |     |     | 10  | 18  |     |     |     | DNF | 2   |     | DNF |     |
| 1964   | Alpine                        | Alpine M63 Alpine M64 Alpine A110                                             | DAY | SEB | TAR | MON | SPA | CON | NÜR | ROS | LEM | REI | FRE | CCE | RTT | SIM | NÜR | MON | TDF | BRI | BRI | PAR |     |     |
| 1964   | Alpine                        | Alpine M63 Alpine M64 Alpine A110                                             |     | DNF | 15  |     |     |     | DNF |     | DNF | 20  |     |     |     |     |     |     | DNF |     |     | DNF |     |     |
| 1965   | Fong Racing Associates Alpine | Ferrari 275P Alpine M65 Alpine M64                                            | DAY | SEB | BOL | MON | MON | RTT | TAR | SPA | NÜR | MUG | ROS | LEM | REI | BOZ | FRE | CCE | OVI | NÜR | BRI | BRI |     |     |
| 1965   | Fong Racing Associates Alpine | Ferrari 275P Alpine M65 Alpine M64                                            |     | 23  |     |     |     |     | DNF |     | DNF |     |     | DNF | 11  |     |     |     |     | 1   |     |     |     |     |
| 1966   | Alpine                        | Alpine A210                                                                   | DAY | SEB | MON | TAR | SPA | NÜR | LEM | MUG | CCE | HOK | SIM | NÜR | ZEL |     |     |     |     |     |     |     |     |     |
| 1966   | Alpine                        | Alpine A210                                                                   |     |     | DNF |     | 10  |     | 13  |     |     |     |     | 13  |     |     |     |     |     |     |     |     |     |     |
| 1967   | Alpine                        | Alpine A210                                                                   | DAY | SEB | MON | SPA | TAR | NÜR | LEM | HOK | MUG | BRH | CCE | ZEL | OVI | NÜR |     |     |     |     |     |     |     |     |
| 1967   | Alpine                        | Alpine A210                                                                   |     |     | DNF | 16  | DNF |     | 13  |     |     |     |     |     |     | DNF |     |     |     |     |     |     |     |     |
| 1968   | Alpine                        | Alpine A211 Alpine A210 Alpine A220                                           | DAY | SEB | BRH | MON | TAR | NÜR | SPA | WAT | ZEL | LEM |     |     |     |     |     |     |     |     |     |     |     |     |
| 1968   | Alpine                        | Alpine A211 Alpine A210 Alpine A220                                           |     | DNF |     | DNF |     |     | 13  |     | DNF | DNF |     |     |     |     |     |     |     |     |     |     |     |     |